# Île Zigzag
Pour les articles homonymes, voir Zigzag (homonymie).

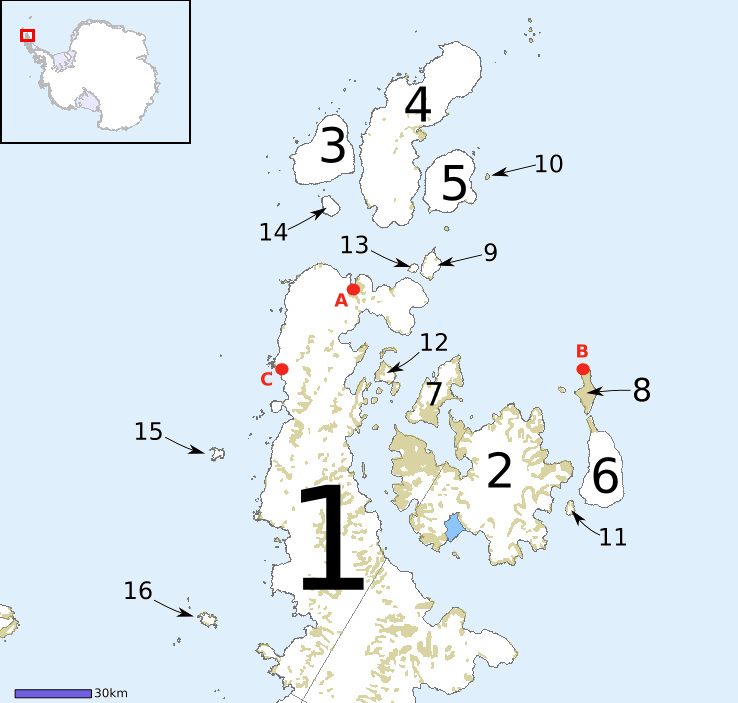
péninsule antarctique de la Trinité

L'île Zigzag (en anglais Zigzag Island) est une île de l'Antarctique, dans l'archipel Palmer, située à proximité de la côte sud-ouest de l'île Tower, dans le nord de la terre de Graham.
Située dans la péninsule Antarctique, une région revendiquée à la fois par le Chili, l'Argentine et le Royaume-Uni, elle tombe sous le traité sur l'Antarctique et aucune des revendications ne peut donc être actuellement reconnue internationalement.